# Marietta Uhden
Marietta Uhden (ur. 27 grudnia 1968 w Monachium, zm. 24 listopada 2014) – niemiecka wspinaczka sportowa. 
Specjalizowała się w prowadzeniu oraz we wspinaczce na czas. Zdobywczyni brązowego medalu na mistrzostwach świata w Paryżu w 1997 roku.

## Kariera sportowa
Zdobywczyni brązowego medalu mistrzostw świata we wspinaczce sportowej w konkurencji prowadzenia z zawodów wspinaczkowych, które odbyły się w Paryżu w 1997 roku.
W 2000 na mistrzostwach Europy w Niemczech w rodzinnym Monachium wywalczyła brązowy medal we wspinaczce sportowej w konkurencji prowadzenia.
Uczestniczka World Games w 2005 we Duisburgu, gdzie zdobyła brązowy medal w prowadzeniu. Wielokrotna uczestniczka, medalistka prestiżowych, elitarnych zawodów wspinaczkowych Rock Master we włoskim Arco., gdzie zdobyła brązowy medal w 2001.

## Osiągnięcia

### Mistrzostwa świata
| Konkurencje  | 1991 | 1993  | 1995 | 1997  | 1999 | 2001 | 2005  |
| Prowadzenie  | 21   | 17-21 | 6    | 3     | 4    | 7    | 11-20 |
| Wsp. na czas | —    | —     | —    | 22-23 | —    | —    | —     |

### Mistrzostwa Europy
| Konkurencje | 1992 | 1996 | 1998 | 2000 |
| Prowadzenie | 13   | 14   | 7    | 3    |

### World Games
| Konkurencje | 2005 |
| Prowadzenie | 3    |

### Rock Master
| Konkurencje | 1993 | 1994 | 1995 | 1996 | 1997 | 1999 | 2000 | 2001 | 2002 | 2005 |
| Prowadzenie | 5    | 8    | 6    | 5-6  | 7    | 5    | 4    | 3    | 11   | 6    |

## Życie prywatne
Marietta Uhden zmarła 24 listopada 2014 z powodu swojej długiej i poważnej choroby jakim był nowotwór złośliwy.